# Archipines
Archipines is een geslacht van kevers uit de familie zwamkevers (Endomychidae). De wetenschappelijke naam van het geslacht werd in 1953 gepubliceerd door H.F. Strohecker.
Strohecker voerde de naam in als nomen novum in de plaats van Phalantha; deze naam had Carl Eduard Adolph Gerstaecker in 1858 gebruikt voor dit geslacht van kevers, maar die naam bleek al in 1839 gebruikt te zijn door Gistl.
Deze kevers komen voor in Midden- en Zuid-Amerika. De typesoort van het geslacht is Archipines exsanguis (Gerstaecker, 1858) (oorspronkelijk Archipines exsanguis genoemd), afkomstig uit Colombia.